# Лобковая кость
Лобко́вая кость, лонная кость (лат. os pubis) — у позвоночных животных парная кость, одна из трёх, образующих при сращении тазовую кость.

## Анатомия

Лобковые кости в скелете таза человека отмечены красным

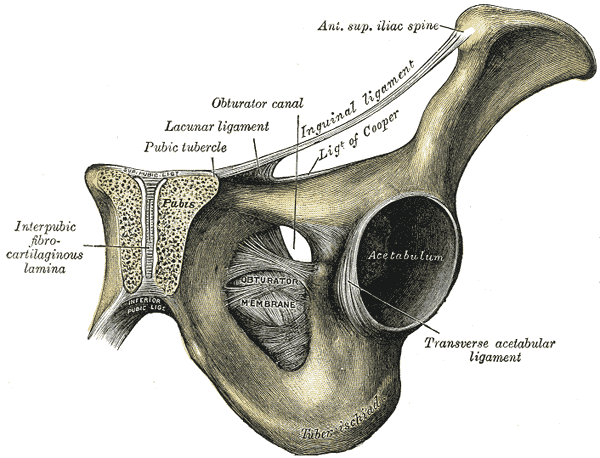

По своему строению лобковая кость — губчатая кость, па́рная; левая и правая лобковые кости, формируя лобковый симфиз, образуют переднюю стенку таза.
Состоит из:
- тела[англ.] (лат. corpus ossis pubis): участвует в образовании вертлужной впадины, верхней части запирательного отверстия[англ.] (лат. foramen obturatum), соединяется с телом подвздошной кости, образуя на передневерхней поверхности подвздошно-лобковое возвышение (лат. eminentia iliopubica) и с телом седалищной кости;
- верхней ветви[англ.] (лат. ramus superior ossis pubis): начинается от тела кости и направляется вперёд (кнаружи от полости таза) и медиально, на верхней поверхности имеются гребень лобковой кости (лат. pecten ossis pubis), заканчивающийся лобковым бугорком (лат. tuberculum pubicum), на нижнем крае — запирательный гребень (лат. crista obturatoria) заканчивающимся передним запирательным бугорком (лат. tuberculum obturatorium anterius) участвующей в образовании верхней части запирательного отверстия и запирательная борозда (лат. sulcus obturatorius), вентральнее от него — лобковый гребень (лат. crista pubica), на медиальном крае — симфизиальная поверхность (лат. facies symphysialis);
- нижней ветви[англ.] (лат. ramus inferior ossis pubis): с медиального конца образует угол с верхней ветвью лобковой кости, с латеральной стороны соединяется с ветвью седалищной кости (лат. ramus ossis ischii), верхнелатеральная поверхность участвует в образовании нижнемедиальной части запирательного отверстия, нижнемедиальная поверхность правой и левой лобковой костей образуют подлобковый угол.

Снаружи лобковая кость покрыта жировой прослойкой, образующей лобок. Лобковая кость является нижним пределом надлобковой области.

Лобковый бугорок правой лобковой кости
Гребень лобковой кости
Запирательное отверстие правой тазовой кости
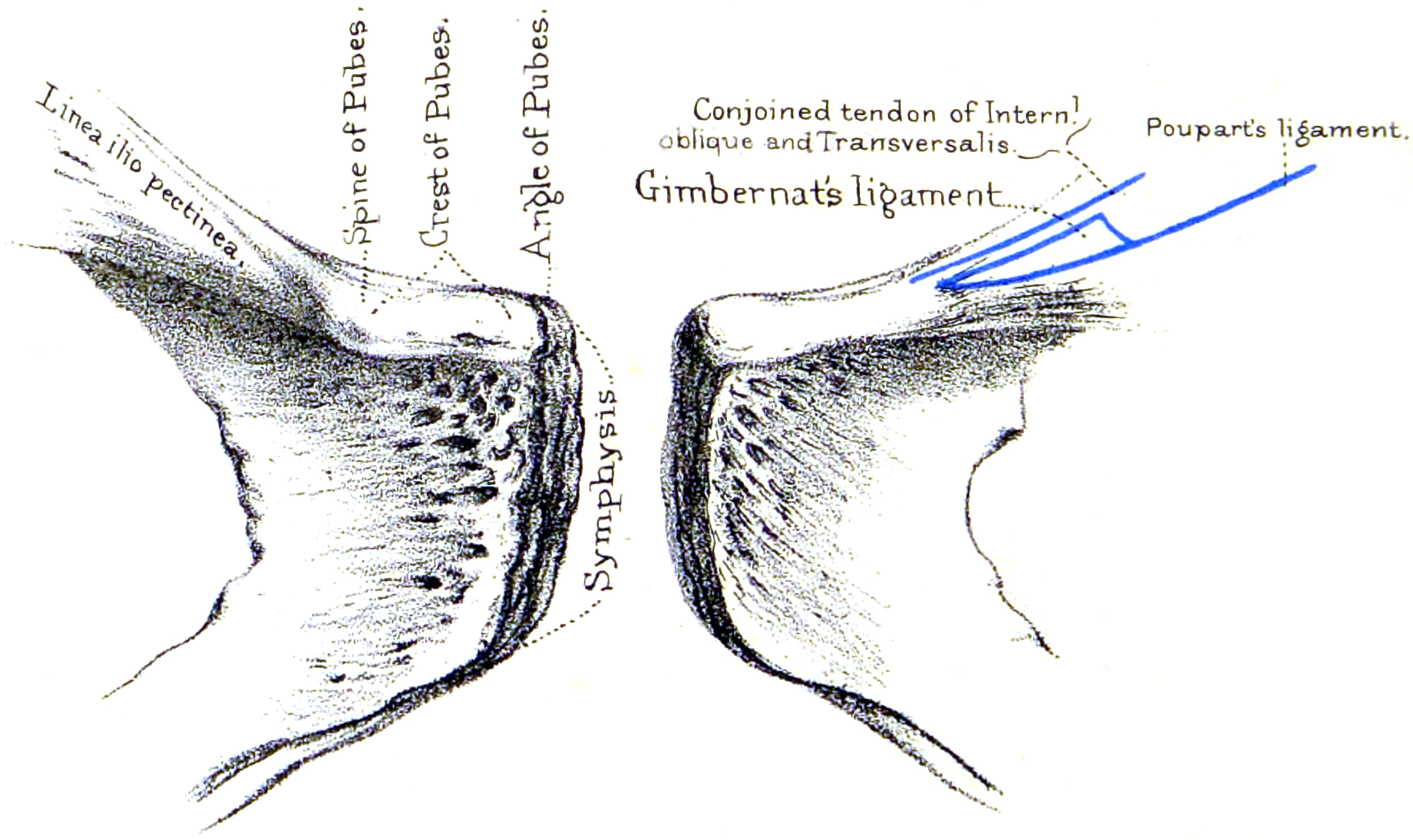
Шероховатые симфизиальные поверхности правой и левой костей

Иннервация
Кровоснабжение

## Функции
Тело лобковой кости формирует пятую часть вертлужной впадины (лат. acetabulum) в передней её части, участвуя в формировании её внешней поверхности, образуя как полулунную поверхность (лат. facies lunata), так и ямку вертлужной впадины  (лат. fossa acetabuli). Медиальная поверхность участвует в формировании стенок малого таза и служит местом прикрепления начала части внутренней запирательной мышцы.

## Прилегающие анатомические образования
Тело и нижняя ветвь соединены хрящевой тканью с седалищной костью, тело ещё и с подвздошной костью, хрящ окостеневает к 25 годам. Между собой верхние ветви правой и левой лобковой костей соединены симфизом образуя лобковый симфиз. Часть тела кости, участвующая в образовании вертлужной впадины, принимает участие в образовании тазобедренного сустава с головкой бедренной кости.
К лобковому гребню (лат. crista pubica) прикрепляется сухожилие прямой мышцы живота. К лобковой кости прикрепляется медиальная половина запирательной мембраны.
К лобковому симфизу у мужчин сзади прикрепляются лобково-пузырные (лат. ligg. pubovesicalia) и лобково-простатические (лат. ligg. puboprostatica) связки, прикрепляющие к нему мочевой пузырь и предстательную железу, спереди — связка, подвешивающая половой член (лат. ligamentum suspensorium penis). К надкостнице медиальных поверхностей нижних ветвей лобковых костей и ветвей седалищных костей прикрепляются правая и левая ножки полового члена (лат. crus penis) образованные пещеристыми телами его корня (лат. radix penis). Снизу, у женщин к надкостнице лобковых костей посредством эластических волокон прикрепляется подкожная жировая клетчатка больших половых губ, к передней поверхности лобкового симфиза — связка, подвешивающая клитор (лат. lig. suspensorium clitoridis). В подкожной клетчатке больших половых губ и лобкового возвышения заканчивается, выйдя через поверхностное кольцо пахового канала, парная круглая связка матки (лат. lig. teres uteri). Сзади к лобковому симфизу у женщин прикрепляются латеральные лобково-пузырные связки (лат. ligg. lateralia pubovesicalia) прикрепляющие к нему мочевой пузырь и мочеиспускательный канал. К верхней и нижней ветвям лобковой кости прикрепляется мышца мочеполовой области промежности — наружный сфинктер мочеиспускательного канала (лат. m. sphincter urethrae externus). К лобковой кости прикрепляются следующие мышцы диафрагмы таза, части мышцы, поднимающей задний проход (лат. m. levator ani): к медиальной поверхности верхней и нижней ветвей у верхне-переднего края запирательного отверстия — лобково-копчиковая мышца (лат. m. pubococcygeus) и мышца, поднимающая предстательную железу (лат. m. levator prostatae, у мужчин) / лобково-влагалищная мышца (лат. m. pubovaginalis, у женщин), к медиальной поверхности верхней и нижней ветвей — лобково-прямокишечная мышца (лат. m. puborectalis).
В запирательной борозде проходят запирательная артерия, запирательная вена и запирательный нерв.

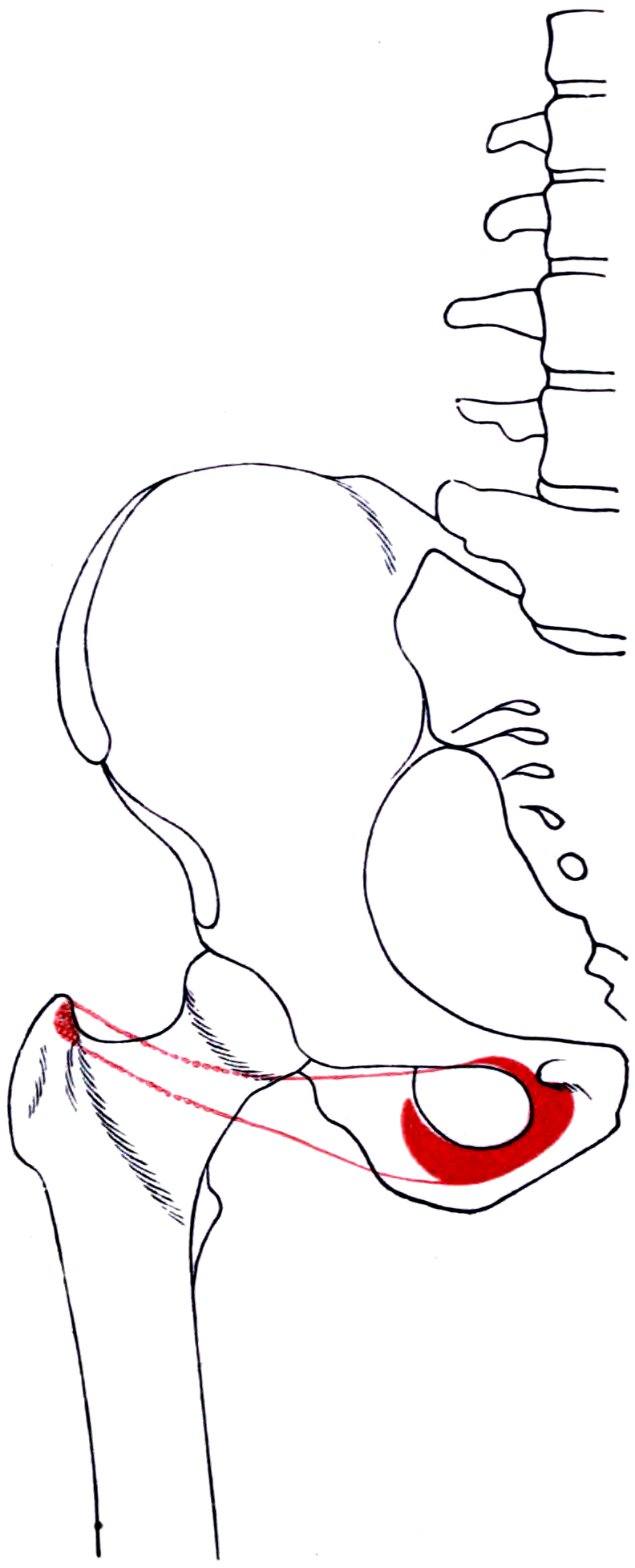
Места прикрепления и проекция правой наружной запирательной мышцы
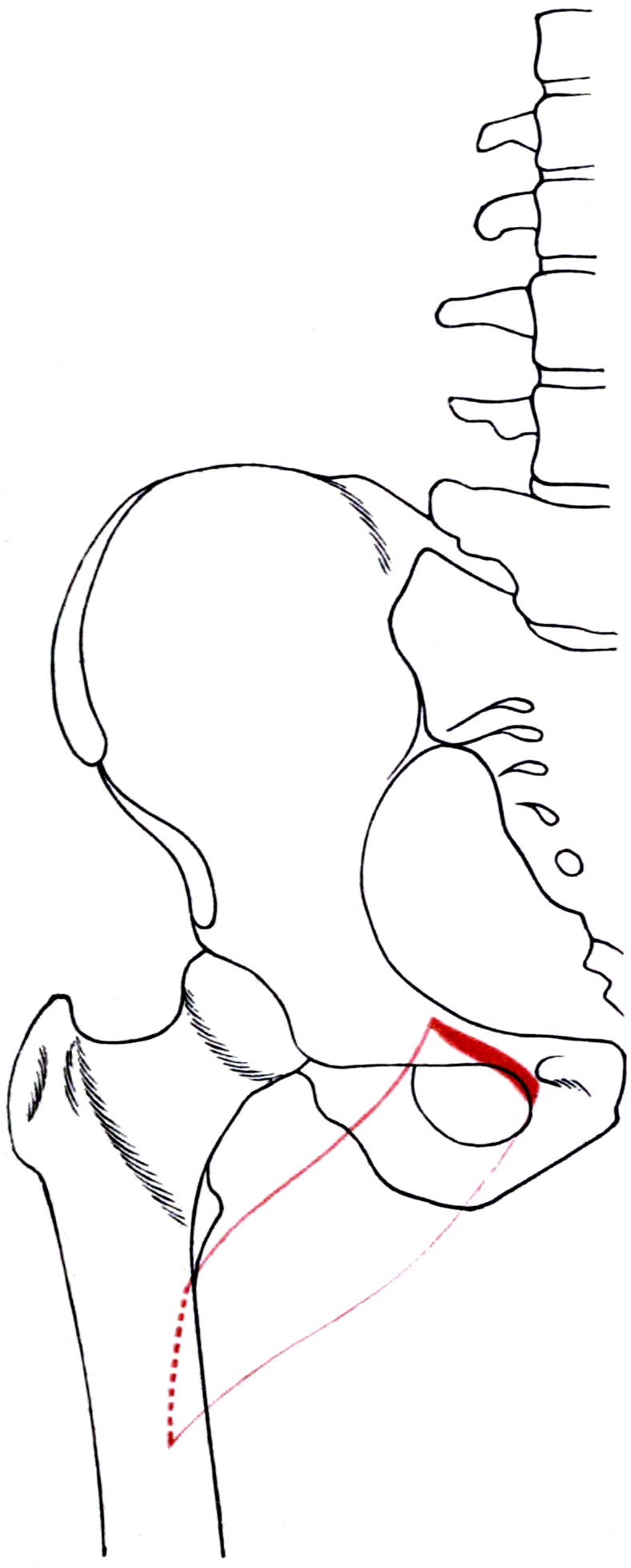
Места прикрепления и проекция правой гребенчатой мышцы
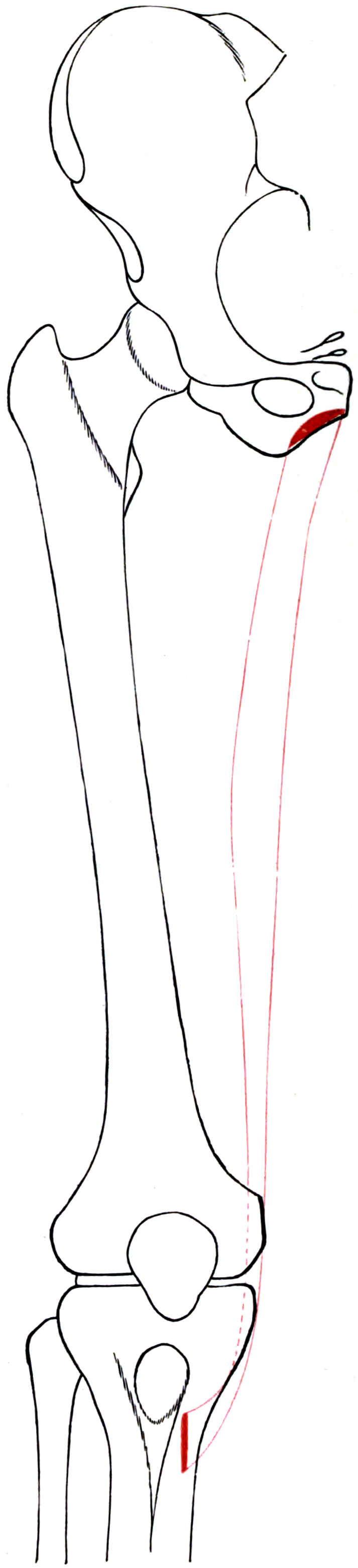
Места прикрепления и проекция правой тонкой мышцы
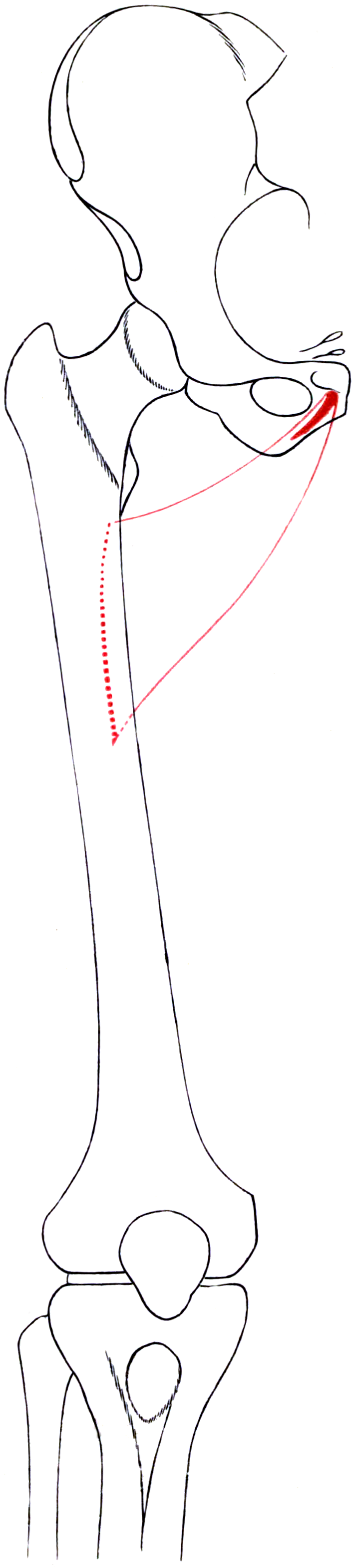
Места прикрепления и проекция правой короткой приводящей мышцы
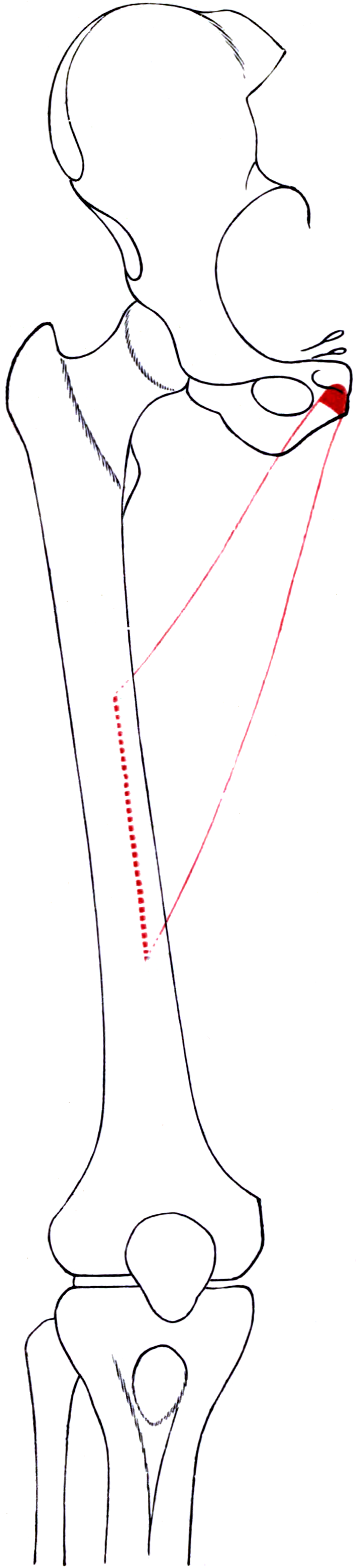
Места прикрепления и проекция правой длинной приводящей мышцы
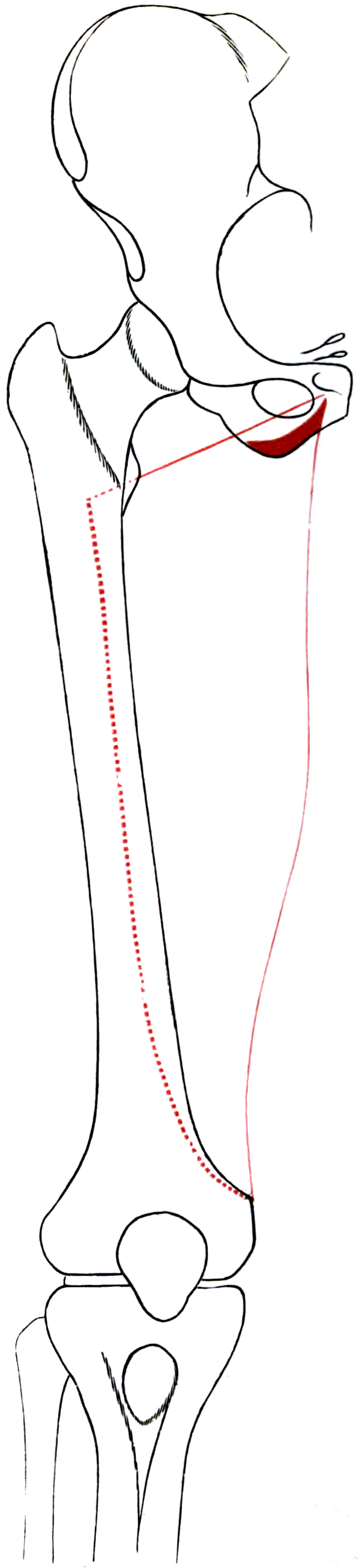
Места прикрепления и проекция правой большой приводящей мышцы
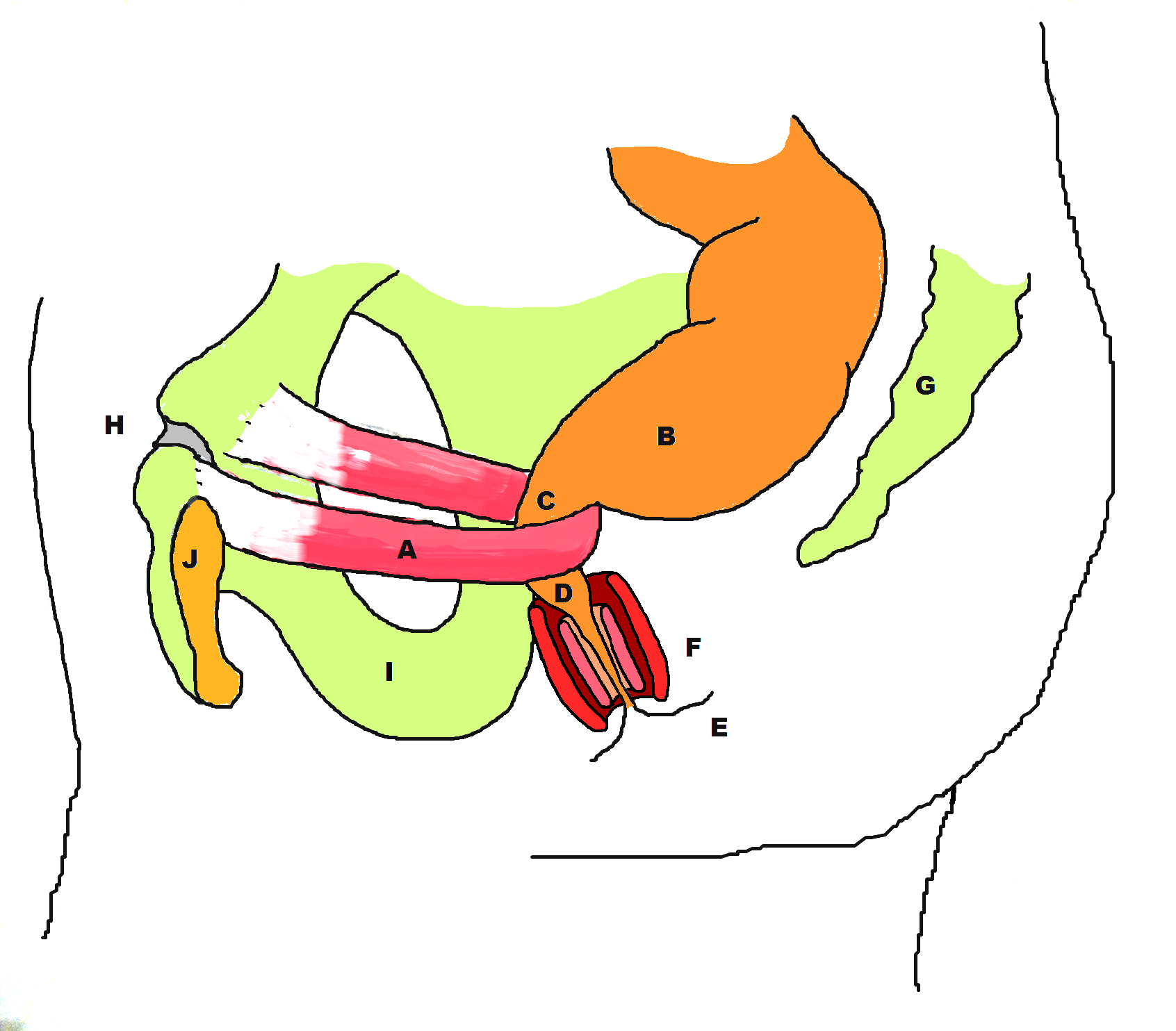
Схематичное изображение лобково-прямокишечной мышцы (А)
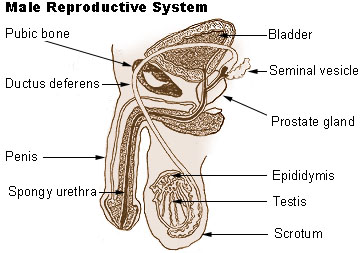
Мужская репродуктивная система
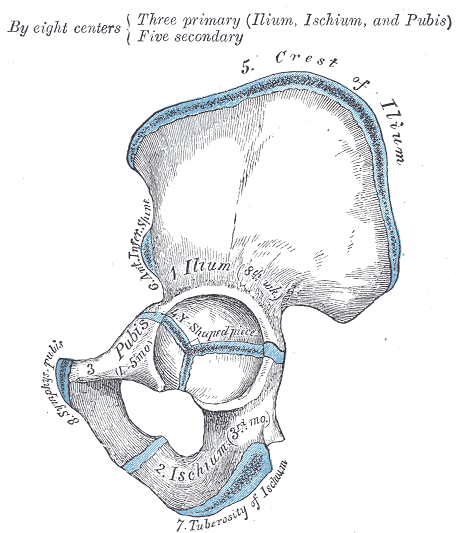
Схема окостенения тазовой кости
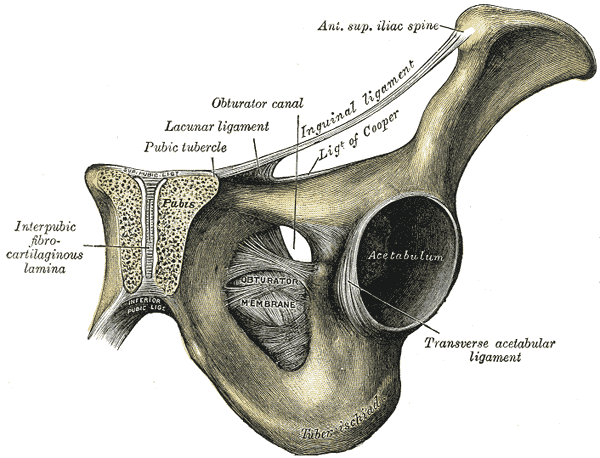
Лобковый симфиз, корональное сечение
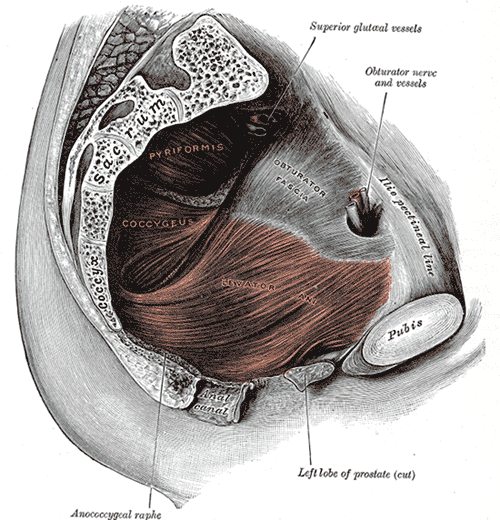
Левая мышца, поднимающая анус, вид изнутри
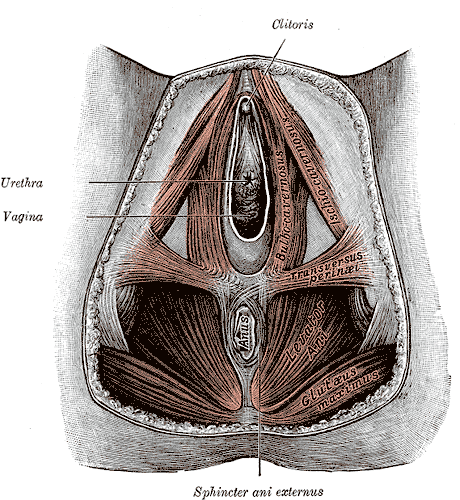
Мышцы женской диафрагмы таза, вид снизу
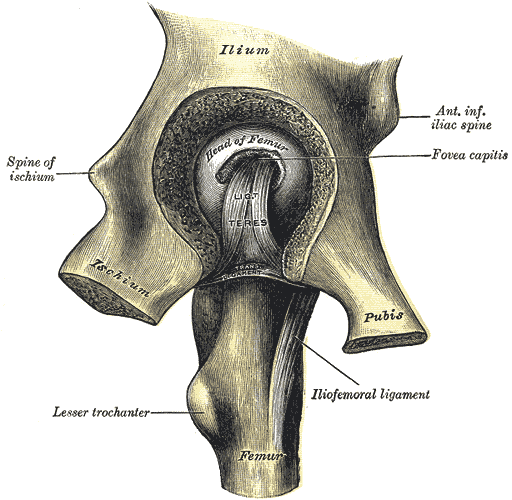
Левая часть тазобедренного сустава, видимая после снятия нижней части вертлужной впадины изнутри таза
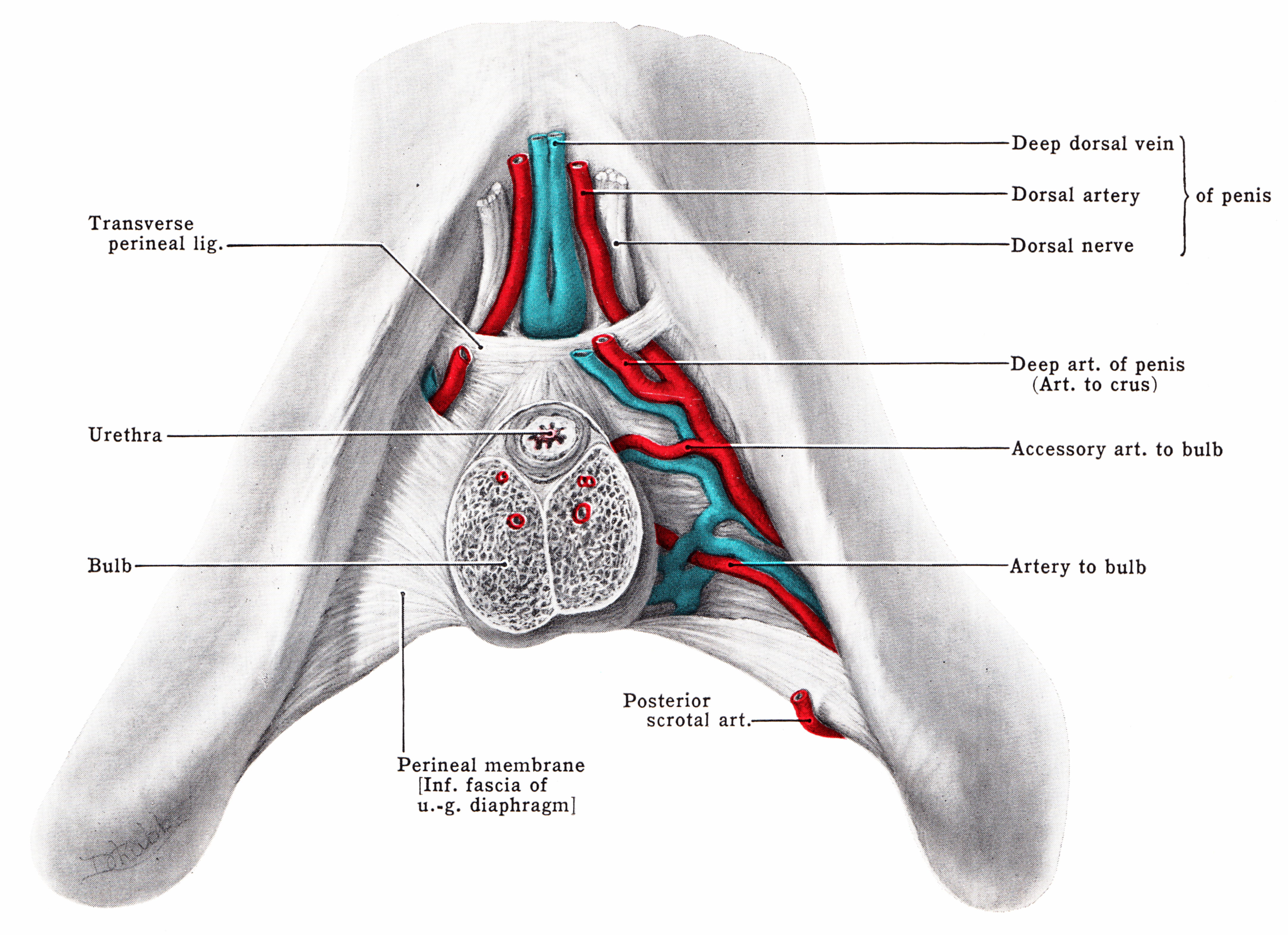
Сосуды и связки в области подлобкового угла у мужчин, половой член в поперечном разрезе
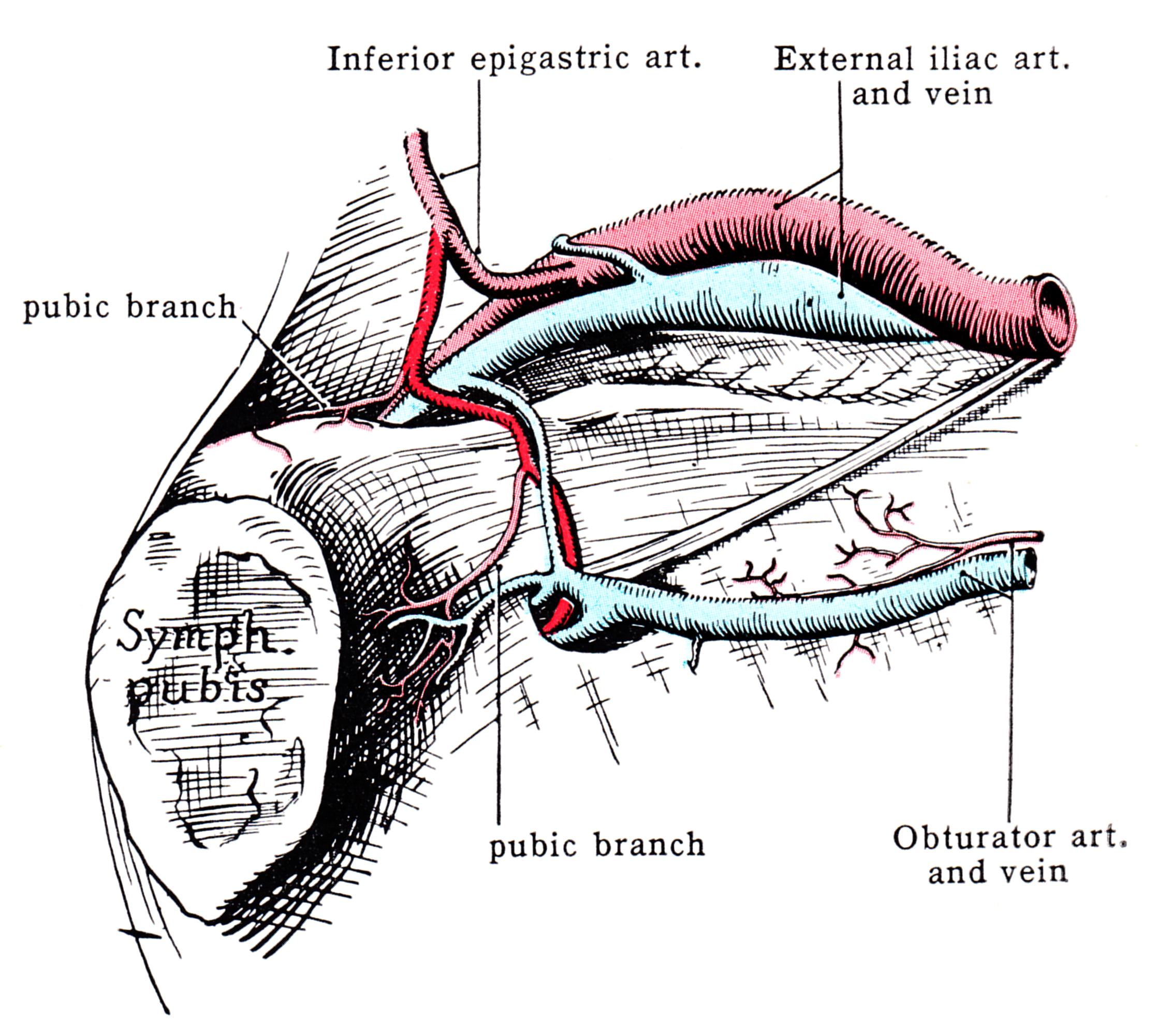
Сосуды прилегающие к верхней ветви лобковой кости
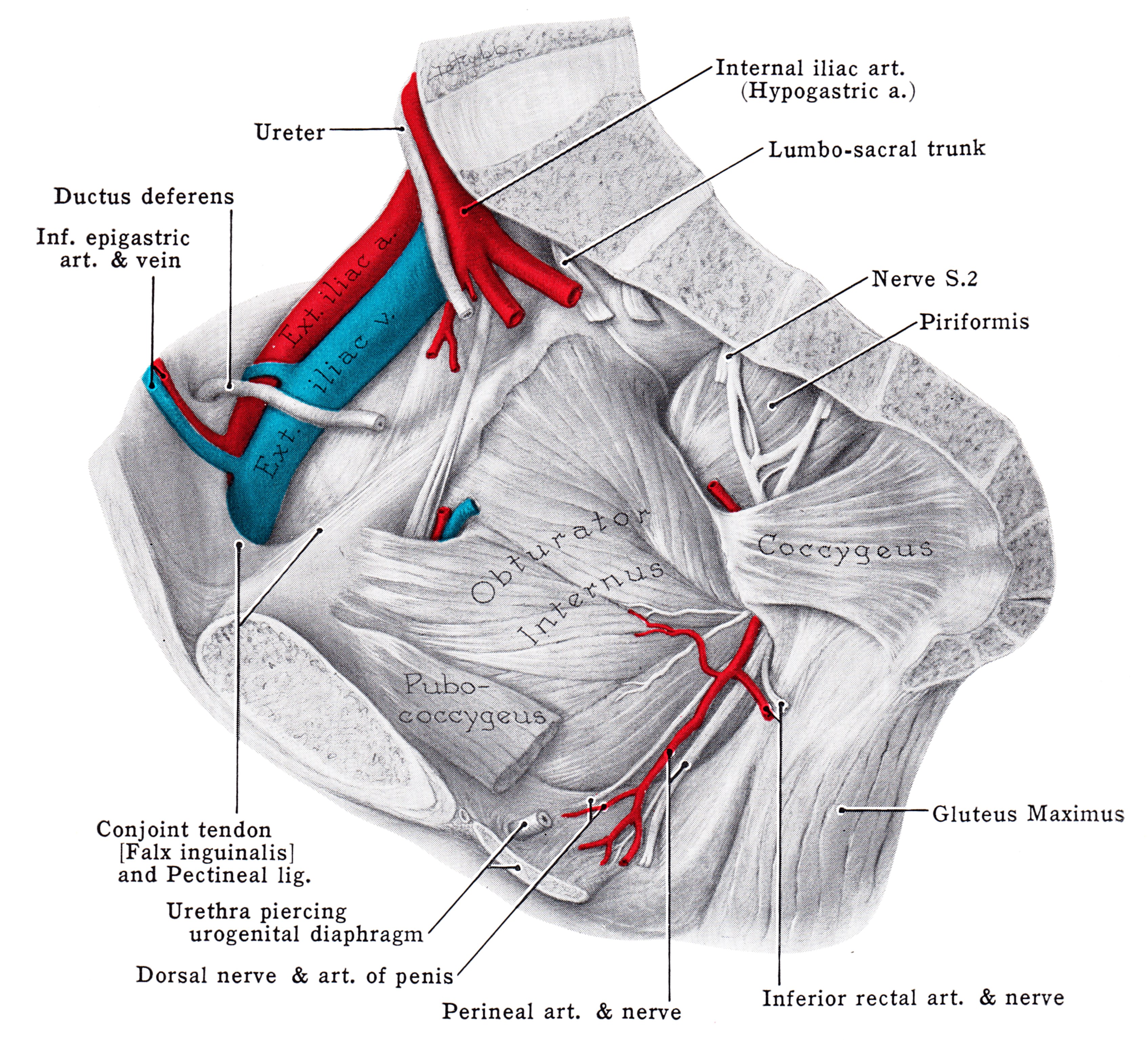
Мышцы с внутренней (тазовой) стороны лобковой кости

## У животных

### Динозавры
Клада динозавров по структуре тазобедренного сустава, в том числе, не в последнюю очередь по положению лобковой кости, подразделяется на ящеротазовых и птицетазовых. «Опистопубичный» тазобедренный сустав является условием, при котором лобковая кость простирается назад, к хвосту животного. Данная черта также присутствует у птиц. В «пропубичном» тазобедренном суставе, наоборот, лобковая кость простирается вперёд к животу животного, как это видно на структуре тазобедренного сустава ящеротазового, указанной на рисунке ниже. Вертлужная впадина, о которой можно подумать как о разъёме шарнирного бедренного сочленения, представляет собой отверстие на каждой стороне тазового пояса, образованного там, где седалищная, подвздошная кости и лобок соединяются, и в который вставляется головка бедренной кости. Ориентация и расположение вертлужной впадины — одна из главных морфологических черт, приведших к тому, что динозавры ходили в вертикальном положении с расположением ног прямо под туловищем. «Препубичный отросток» — костное расширение лобка, которое проходит вперёд от гнезда бедра к передней части животного. Такая адаптация предположительно сыграла определённую роль в поддержании мышц живота.

Структура таза птицетазового динозавра (вид слева)
Структура таза ящеротазового динозавра (вид слева)
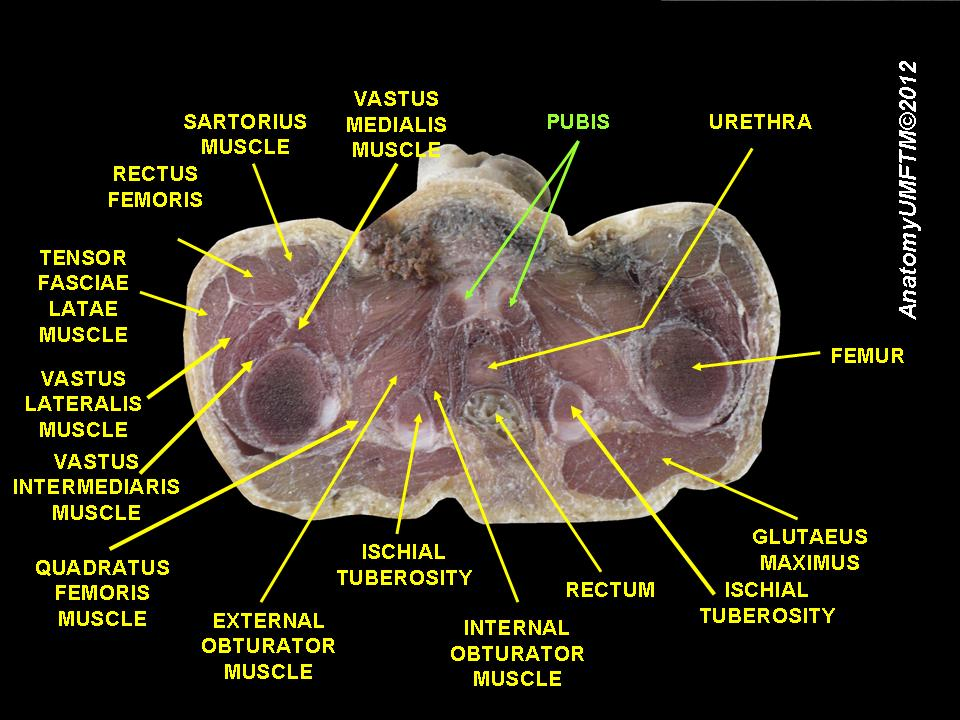
Лобок (схематичное изображение)